# BioShock 2
BioShock 2 es un videojuego de terror y de disparos en primera persona, desarrollado por 2K Marin, y la segunda parte y secuela de BioShock. Su lanzamiento estaba originalmente previsto para el 30 de octubre de 2009 internacionalmente, y el 3 de noviembre de 2009 en Estados Unidos, pero fue posteriormente atrasado para el 9 de febrero de 2010, cuando llegó a las tiendas para PlayStation 3, Xbox 360 y Microsoft Windows. También llegaría a macOS el 30 de marzo de 2012, con un port desarrollado por la compañía inglesa Feral Interactive.

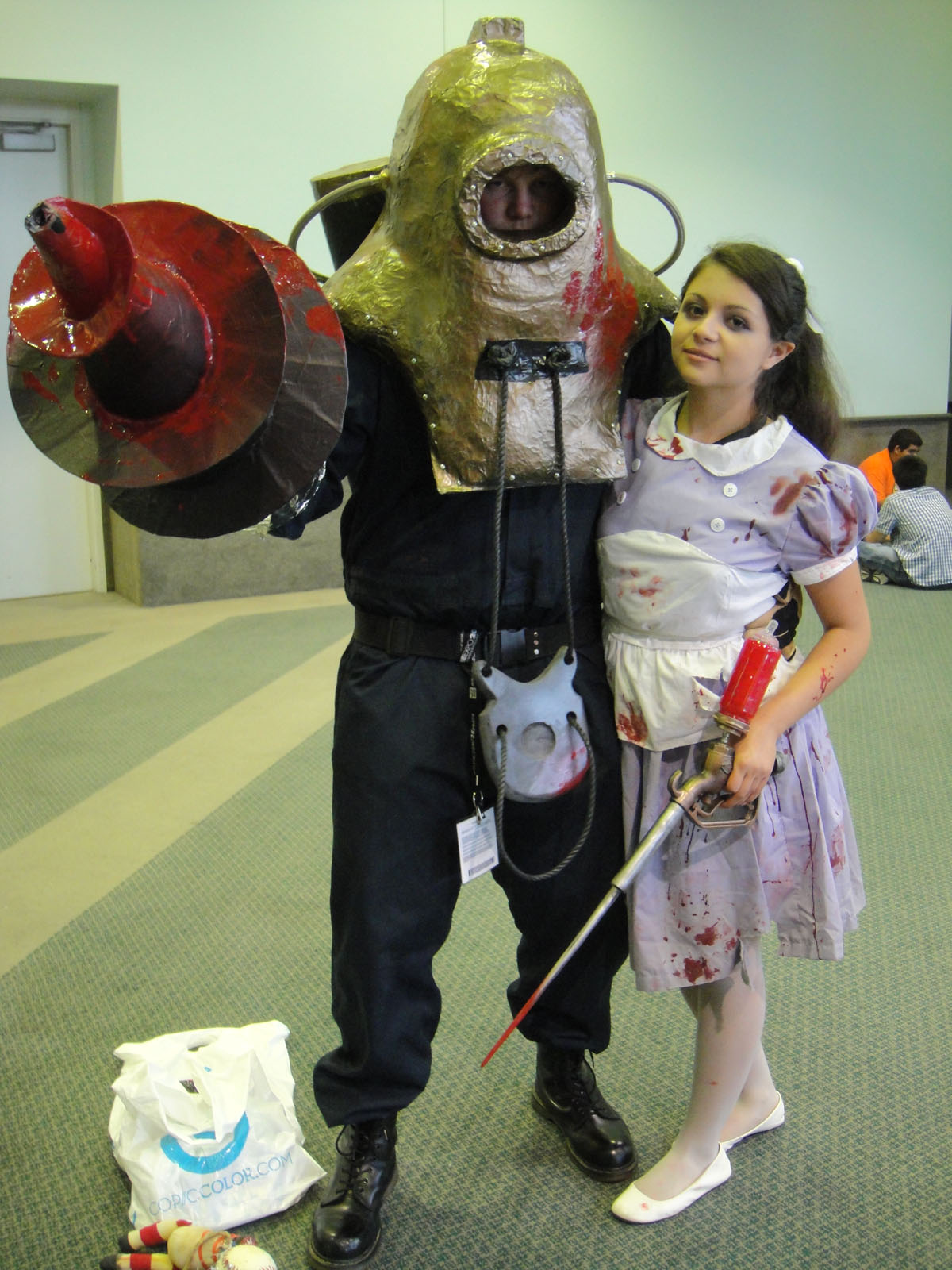
Cosplay de Big Daddy y Little Sister

Posteriormente, fue relanzado para PS4, Xbox One y Nintendo Switch dentro de la Bioshock Collection, pero dando la opción de comprarlo por separado vía digital.

## Argumento
BioShock 2 transcurre 8 años después de los sucesos de BioShock. Después de que Jack escapara de Rapture con algunas Little Sisters, la doctora Brigid Tenenbaum escapa de la ciudad con el resto de Little Sisters que había salvado. Las muertes de Andrew Ryan y Frank Fontaine han dejado vacío el puesto de líder de la ciudad. Este puesto es ocupado por la doctora Sofia Lamb, enemiga política de Ryan, quien fue encarcelada por sus ideas en una prisión secreta, alejada de Rapture. Lamb comienza a manipular a los Splicers gracias a una secta llamada la Familia de Rapture, liderada por el padre Simon Wales. Mientras Ryan creía en el genio individual, Lamb creía en el esfuerzo colectivo, y usa frecuentemente el símbolo de una mariposa como el «renacimiento» de Rapture.
En 1958 (diez años antes de que inicien los sucesos de BioShock 2, y solo dos años antes del BioShock original), el primer Big Daddy unido a una Little Sister, el sujeto Delta (Modelo Alfa), inicia su ronda con su Little Sister. Ambos pasan por una fiesta de fin de año en el complejo de lujo Adonis, y pronto la Little Sister es emboscada por cuatro splicers. Delta logra matar a dos, y deja malherida a una splicer, pero el último hipnotiza a Delta usando un plásmido. Entonces entra en escena Lamb, que había planeado el hecho para recuperar a su hija, Eleanor Lamb (la Little Sister de Delta). Aprovechando el plásmido, Sofia le ordena a Delta que se suicide disparando una pistola Luger P08 a su cabeza, en frente de la horrorizada Eleanor. Delta muere instantáneamente.
En 1968, diez años después, Delta revive en el mismo lugar donde murió, gracias a una Vita-Cámara. Sin recordar nada de lo ocurrido durante estos diez años, Delta comienza a vagar por Rapture con un único objetivo: encontrar a Eleanor. Poco después de su extraña resurrección, Delta logra hacer contacto con la doctora Tenenbaum, que ha regresado también a Rapture. Ella le explica a Delta que regresó debido a las desapariciones de niñas en la superficie, siendo raptadas en las costas del Atlántico norte. Algunas Little Sisters que se quedaron en Rapture han crecido y alcanzado la pubertad, y han sido reconvertidas en Big Sisters, una especie de Big Daddy más ágiles y poderosas. Para mantener los ingresos de ADAM, comenzaron a secuestrar niñas en la superficie, que han sido reconvertidas por Lamb en nuevas Little Sisters. Sofia pronto descubre que Delta ha vuelto a la vida, y lo nombra enemigo principal de la Familia. Tenenbaum es forzada a huir y esconderse con unas pocas Little Sisters salvadas, pero a cambio le deja a Delta a un nuevo aliado: Augustus Sinclair, dueño de Soluciones Sinclair, desarrolladores de la Vita-Cámara. Ambos descubren que Eleanor sigue viva, y deciden ir a la prisión de Perséfone para rescatarla, y huir en una cápsula de escape a la superficie. Para llegar allí, usan el Expreso Atlántico, el viejo sistema de transporte de Rapture (construido antes del sistema de Batiesferas). Durante su viaje, Eleanor le deja a Delta varios regalos, debido a que puede comunicarse con las Little Sisters.
Durante el viaje, se detienen en un parque de atracciones construido por Ryan con fines de propaganda. Delta obtiene el plásmido ¡Incineración! para derretir el hielo que bloqueaba las vías. Posteriormente paran en Pauper's Drop, un área construida por los trabajadores del Expreso, y que albergaba a parte de la población pobre de Rapture. Allí, Delta debe ubicar a Grace Holloway, quien posee una llave genética que sirve para abrir una compuerta, y así permitirle a Delta y Sinclair continuar su viaje. En ese punto, y tras luchar contra los splicers, Delta puede matar o no a Grace, con consecuencias en la historia.
El dúo continúa, pero Delta es derribado del Expreso gracias a un torpedo disparado por la Familia. Sinclair sigue vivo, así que Delta se dirige a la Avenida de la Sirena para drenar el parque Dionysus, el área donde se encuentra Sinclair. En el camino, Delta se enfrenta a los splicers de la Familia, y termina matando al padre Wales, que venera a Jack (el protagonista de BioShock) como un dios que bajó de la superficie para castigar a Ryan. El parque Dionysus es drenado, pero la Avenida de la Sirena termina inundada. Delta alcanza a Sinclair, y descubren que Stanley Poole es el único habitante cuerdo de todo el parque. Stanley le abrirá la compuerta al Expreso si Delta salva o cosecha a tres Little Sisters. Delta cumple con la misión, y con cada Little Sister, Eleanor le recuerda las acciones pasadas de Stanley. Stanley le recuerda a Delta que él era conocido como "Johnny Topside" por la gente de Rapture, y que descubrió él solo Rapture mientras investigaba desapariciones en la zona, pero Ryan lo acusó de ser un agente de la CIA, y lo convirtió en un Big Daddy. Antes de dejar el área, Sofia le recuerda a Delta que fue Stanley quien lo llevó ante Ryan. Delta puede elegir entre matar o perdonar a Poole.
Delta y Sinclair llegan a Fontaine Futuristics, la empresa principal de Fontaine, y deciden buscar una forma de entrar a la prisión de Persephone. Sus planes son frustrados por Gilbert Alexander, el científico responsable de que Eleanor se convirtiera en una Little Sister. Sin embargo, Alexander ha enloquecido y se hace llamar "Alex Magno". Durante el nivel, descubre grabaciones de Alexander antes de enloquecer, donde le pide a Delta (y a cualquiera que escuchara sus grabaciones) que lo mate para acabar con su tormento. Antes de abandonar el área, Delta puede elegir entre electrocutar a Gilbert y cumplir su deseo, o ceder antes las plegarias del ahora loco doctor Alexander.
El dúo llega hasta Persephone, y comenzar a buscar a Eleanor. Sofia, en un último intento para acabar con Delta, envía a dos Big Sisters, pero Delta las logra derrotar. Después, Sofia confiesa que sus experimentos con Eleanor le han hecho descubrir que el ADAM tiene la propiedad de captar los recuerdos y los impulsos de la persona que lo poseía. Con esto, la doctora tenía la intención de usar el ADAM para convertir a su hija en un genio, y también en la profetisa de la Familia, que guiará a todos los splicers. Sofia, además, no ha olvidado algo: Delta y Eleanor tienen una unión especial, y si el corazón de Eleanor se detiene, el de Delta también. Sofia asfixia a Eleanor con una almohada y Delta queda en coma, aunque Eleanor logra sobrevivir.
Delta despierta capturado por la Familia y empieza a morir porque Sofia ha roto el vínculo entre él y Eleanor. Eleanor decide ayudarle y envía a una Little Sister hasta la localización de Delta. La niña le inyecta un plásmido preparado por Eleanor que hace que Delta tome el control de la Little Sister, que debe buscar las tres partes del traje de una Big Sister y llevárselas a Eleanor. Mientras el jugador toma el control de la Little Sister, puede ver el mundo tal y como lo ven las criaturas, y mientras va en busca de las partes, Eleanor reconoce que le ha estado observando todo ese tiempo, y que sus acciones le han influido en su manera de ser y actuar. Antes de ir a salvar a Delta, Eleanor salvará o cosechará a la Little Sister, dependiendo de las acciones de Delta con las Little Sisters. Delta vuelve a sí mismo, y ambos comenzar a buscar a Sinclair para huir. Pronto descubren que Sinclair intentó ayudar a su amigo, Delta, pero Sofia lo ha capturado, y reconvertido en el último Modelo Alfa. Sinclair, sin embargo, logra ayudar a Delta y le pide que lo mate. Sofia intenta ganar de nuevo el amor de su hija, pidiéndole que deje a Delta morir, y que se reúna con su madre en la cápsula de Sinclair. Eleanor se niega a abandonar a su protector, y decide preparar el mecanismo de lanzamiento haciendo hervir el agua, pero para eso necesita mucho ADAM. Eleanor decide ir a las dos guarderías de Little Sisters para lograr esto. Si Delta cosechó a al menos una de las Little Sisters, Eleanor cosecha a las tres Little Sisters de cada guardería de Little Sisters, y así Eleanor consigue hervir el agua ella sola; pero si Delta salvó a las Little Sisters, Eleanor salva a las seis Little Sisters y con la ayuda de ellas consiguen hervir el agua. En los dos casos Delta debe proteger el área mientras hierve el agua. Al último momento, los splicers comienzan a detonar cargas explosivas con el fin de que Persephone caiga a un abismo submarino. Eleanor y Delta intentan abordar la cápsula, pero el túnel de acceso está bloqueado con explosivos. Estos estallan, pero la cápsula logra ser disparada a la superficie.

### Finales
Si en BioShock había tres finales dependiendo de las acciones del jugador con las Little Sisters, en BioShock 2 contamos con 8 finales finales contando las decisiones del jugador. Si es el caso de que haya hecho los finales "neutros" 1 y 2, los cuales se dividen en dos partes distintas, el desenlace dependerá de la elección del jugador (Solo finales neutros).
Cuando el jugador esta a punto de terminar el juego, el final dependerá de las decisiones que el jugador haya tomado como el perdonar o matar a los personajes,  y cosechar y/o salvar a las Little Sisters.
El final del juego se estructura de dos partes que son sujetas a cambios las cuales son:
- La primera parte, el ascenso a la superficie, donde se decide el destino de Sofía (que depende de las acciones del jugador con los personajes).
- La segunda parte, ya en la superficie, donde se revela el destino de Delta y Eleanor (dependiendo de lo que el jugador hizo con las Little Sisters y, en el caso de si Delta cosechó a algunas Little Sisters y salvó a otras, de la elección que hace al final del juego).

En definitiva, dependiendo de estos factores, tenemos un total de seis finales diferentes, que son éstos:
- Muy bueno: Delta salvó a todas las Little Sister, y le perdonó la vida a Grace, Stanley y Gilbert (debe perdonar al menos a uno). En este final, la cápsula está llena de agua, y Sofia está a punto de ahogarse. Sin embargo, Eleanor ha observado las acciones del jugador, y le da a Sofia una botella con aire y respirador, perdonándola. En la superficie, Delta comienza a morir por sus heridas, pero Eleanor usa la aguja de la Big Sister y le extrae el ADAM, haciendo que Delta viva dentro de la mente y cuerpo de Eleanor, sirviendo como un guía en el desconocido mundo exterior. Las Little Sister le dan a Eleanor un peluche parecido a Delta visto en el principio del juego, y ella lo lanza al mar, mientras todas observan el atardecer, símbolo del fin de Rapture, pero también de una nueva vida para Eleanor y las Little Sisters.

- Bueno: Delta salvó a todas las Little Sister, pero mató a Grace, Stanley y Gilbert (a los tres). Esta vez, Eleanor no puede perdonar a su madre lo que le ha hecho y la deja morir. Una vez en la superficie, Delta comienza a morir por sus heridas, pero Eleanor usa la aguja de la Big Sister y le extrae el ADAM, haciendo que Delta viva dentro de la mente y cuerpo de Eleanor, sirviendo como un guía en el desconocido mundo exterior. Las Little Sisters le dan a Eleanor un peluche parecido a Delta visto en el principio del juego, y ella lo lanza al mar, mientras todas observan el atardecer, símbolo del fin de Rapture, pero también de una nueva vida para Eleanor y las Little Sisters.

- Neutral 1: Delta salvó al menos a una Little Sister, cosechó al menos otra, y perdonó a los personajes. En este final Sofia vive, para luego ser traicionada por su hija. En la superficie, hay una tormenta en el cielo, no hay Little Sisters, y Delta puede elegir entre darle su ADAM a Eleanor o morir sin más. Dependiendo de su elección, puede ocurrir dos cosas:

NOTA: La elección del desenlace SOLAMENTE les aparecerá a los jugadores que hicieron el final neutro 1 y 2, esta opción no aparece en los otros finales.
- - Si el jugador decide morir sin más ("Sacrificarme"), Delta impedirá que Eleanor absorba su ADAM, haciendo que la chica tome conciencia de sus actos, y empiece a llorar. Se quita la aguja, y arrastra el cadáver de su padre hacia el borde de la cápsula, donde expresa su gratitud por haberle dado la libertad y una oportunidad de rendención en la superficie, pero también lamenta amargamente que Delta no esté a su lado. La tormenta amaina y las nubes dejan salir un rayo de sol que cae sobre el faro, símbolo de esperanza.

- - Si el jugador decide vivir a través de Eleanor ("Salvarme"), ella absorberá el ADAM de Delta, convirtiéndose en un monstruo asesino. Se deja la aguja puesta, y después de estar un rato contemplando su reflejo, los Splicers muertos salen a flote en un mar turbulento y azotados por una terrible tormenta, simbolizando el trágico futuro que le espera a la humanidad.

- Neutral 2: Delta salvó al menos a una Little Sister, cosechó al menos otra, y mató a al menos uno de los personajes. En este final, Eleanor muestra su falta de empatía hacia Sofia y ella muere. En la superficie, hay una tormenta en el cielo, no hay Little Sisters, y Delta puede elegir entre darle su ADAM a Eleanor o morir sin más. Dependiendo de su elección, puede ocurrir dos cosas:

NOTA: La elección del desenlace SOLAMENTE les aparecerá a los jugadores que hicieron el final neutro 1 y 2, esta opción no aparece en los otros finales.
- - Si el jugador decide morir sin más ("Sacrificarme"), Delta impedirá que Eleanor absorba su ADAM, haciendo que la chica tome conciencia de sus actos, y empiece a llorar. Se quita la aguja, y arrastra el cadáver de su padre hacia el borde de la cápsula, donde expresa su gratitud por haberle dado la libertad y una oportunidad de rendención en la superficie, pero también lamenta amargamente que Delta no esté a su lado. La tormenta amaina y las nubes dejan salir un rayo de sol que cae sobre el faro, símbolo de esperanza.

- - Si el jugador decide vivir a través de Eleanor ("Salvarme"), ella absorberá el ADAM de Delta, convirtiéndose en un monstruo asesino. Se deja la aguja puesta, y después de estar un rato contemplando su reflejo, los Splicers muertos salen a flote en un mar turbulento y azotados por una terrible tormenta, simbolizando el trágico futuro que le espera a la Humanidad.

- Malo: Delta cosechó a todas las Little Sisters y perdonó la vida a los personajes. En este final Sofia vive, para luego ser traicionada por su hija. En la superficie, Delta intentará evitar que Eleanor absorba su ADAM, pero la chica le clava la aguja violentamente y absorbe a su padre en contra de su voluntad, convirtiéndose en un monstruo asesino. Se deja la aguja puesta, y después de estar un rato contemplando su reflejo, los Splicers muertos salen a flote en un mar turbulento y azotados por una terrible tormenta, simbolizando el trágico futuro que le espera a la Humanidad. No hay Little Sisters.

- Muy malo: Delta cosechó a todas las Little Sisters y mató a al menos uno de los personajes. En este final, Eleanor muestra su falta de empatía hacia Sofia y ella muere. En la superficie, Delta intentará evitar que Eleanor absorba su ADAM, pero la chica le clava la aguja violentamente y absorbe a su padre en contra de su voluntad, convirtiéndose en un monstruo asesino. Se deja la aguja puesta, y después de estar un rato contemplando su reflejo, los Splicers muertos salen a flote en un mar turbulento y azotados por una terrible tormenta, simbolizando el trágico futuro que le espera a la humanidad. No hay Little Sisters.

## Nombre oficial
Los responsables de 2K Games han dicho que les molestaba ver un nombre tan largo, para un juego que con anterioridad se le decía simplemente BioShock. Como BioShock 2: Sea of Dreams los obligaba a hacer la segunda entrega con otro subtítulo, lo cual les resultaba molesto para ellos, decidieron simplificar las cosas y que se llamara oficialmente BioShock 2.

## Novedades
- Debido a que Delta es un Big Daddy prototipo (Serie Alfa), puede usar el taladro del Bouncer y la pistola de clavos del Rosie. Sin embargo, es más débil que otros Big Daddies.
- La Serie Alfa fue el primer y único modelo empleado para la función exclusiva de proteger Little Sisters. Cada Serie Alfa estaba vinculado a una sola Little Sister. También fueron diseñados para poder usar plásmidos. Delta puede usar un plásmido y al mismo tiempo un arma.
- Al matar a un Big Daddy, Delta puede cosechar normalmente a la Little Sister, o puede adoptarla. La Little Sister le señalará un cuerpo con ADAM, y comenzará a recolectarlo para Delta, mientras él mantiene a raya a las oleadas de splicers. Tras dos cuerpos, la Little Sister le pedirá a Delta que lo lleve a una tubería para Little Sisters, donde podrá optar por salvarla o cosecharla.
- El minijuego de pirateo ha cambiado. Aparecerá una banda con zonas rojas, verdes, blancas y azules, y una aguja que se mueve. Delta debe hacer que la aguja "aterrice" en zonas verdes para que el hackeo sea exitoso. Las zonas azules darán bonificaciones (mayor daño a enemigos, las estaciones de compra y salud sueltan objetos gratis), las blancas un pequeño ataque eléctrico que dañará a Delta, y las rojas activarán una alarma, que se puede desactivar desde una consola de seguridad, o pirateando con éxito la máquina. Como nota, el minijuego ocurre en tiempo real, y Delta puede sufrir daños mientras intenta hackear con éxito.
- La investigación de enemigos ha cambiado. Delta iniciará un pequeño filme, donde deberá atacar al objetivo con plásmidos y armas. Mientras más métodos y armas se usen, más puntos de investigación se obtendrán.
- Los prototipos Alfa fallidos aparecen como enemigos en los últimos niveles del juego. Son Big Daddies que perdieron a sus Little Sisters y que han alcanzado la locura. Al igual que Delta, pueden usar plásmidos y sus armas contarán con las mismas mejoras que las armas de Delta. Como nota, estos prototipos tienen una apariencia mutante.
- Gracias a su escafandra, Delta podrá viajar por el suelo oceánico, aunque solo lo hará pocas veces en el juego.
- Desaparece el splicer tipo "Nitro". Ahora los Splicer usarán cócteles molotov contra Delta en cualquier momento del combate (los usarán más seguido dependiendo de la dificultad).
- Aparece un nuevo tipo de splicer, llamado splicer "Bruto". Este tipo de splicer aparenta haber absorbido más ADAM que los demás, debido a su contranatural tamaño y musculatura, así como un color de piel de un enfermizo marrón-verdoso. Tienen mucha más salud y fuerza brutal que los Splicers normales, y como tal, es más difícil acabar con él.
- Los splicers aparecen con un aspecto menos humano y son más violentos en comparación del BioShock original debido a que durante los ocho años transcurridos entre el BioShock 1 y 2 estuvieron "evolucionando".
- Aparece un nuevo modelo de Big Daddy protector apodado "Rumbler" equipados con proyectiles termodirigidos y arroja torretas automatizadas en miniatura.
- Al igual que Jack en el BioShock original, el rostro de Delta nunca es visible. Juzgando por el reflejo visto en uno de los finales, es posible que su rostro no luzca deforme como el de un Splicer pero sí podría presentar cierto grado de desfiguramiento debido a la mutación que sufrió durante su conversión a Big Daddy.
- Las Little Sisters vinculadas a los Serie Alfa estaban mentalmente condicionadas para que cada niña viera a su protector como si fuera su "padre".
- "Delta" es la cuarta letra del alfabeto griego lo que señala que Delta fue el cuarto sujeto de pruebas para el proyecto de la Serie Alpha; en las matemáticas, "delta" es simbolismo de cambios.

## Contenido descargables
Sinclair Solutions Test Pack
Sinclair Solutions Test Pack es la primera entrega de contenido descargable (DLC) para BioShock 2. El paquete se centra en el elemento multijugador del juego, aumentando el grado de nivelación de 50, así como añadir dos nuevos personajes jugables, 20 pruebas nuevas, cinco nuevas máscaras, armas cuerpo a cuerpo especiales de los dos nuevos jugadores y un tercio de actualización para cada arma. El DLC fue lanzado el 11 de marzo de 2010, por 400 puntos Microsoft, y también estaba disponible para su compra en el sistema de entretenimiento PS3 por $ 4.99.
Poco después del lanzamiento del DLC se descubrió que el contenido "descargable" ya se había almacenado en el disco al por menor, y los jugadores estaban realmente pagando por un pequeño archivo que desbloquea contenidos que ya tenían. Esta tarde se confirmó que era el caso por 2K Games, quien también afirmó que esto era lo que todos los jugadores tengan los mismos archivos en el disco, por lo que el DLC no dividir el playerbase.
Rapture Metro Pack de Mapas
Rapture Metro Pack de Mapas fue lanzado el 11 de mayo de 2010 para las consolas, y el 25 de mayo de 2010 para PC. El DLC incluye seis nuevos mapas, un aumento del límite de nivel (hasta el nivel 50 para los que no compran el Sinclair Solutions DLC), dos nuevos personajes, dos nuevas máscaras, un nuevo tónico genético, "renacimiento" y un nuevo modo dejuego, "Mátalos Suavemente". Este DLC también añade tres logros más para Xbox 360 y PC, y tres trofeos máspara la versión de PlayStation 3. 
Desde su lanzamiento, muchos jugadores del nuevo DLC se han quejado de 2K, que opinan que la posibilidad de jugar a los nuevos mapas del Paquete de Metro son extremadamente bajos, con muchos jugadores comentando que desde la compra del paquete, no han jugado un solo nuevo mapa. 2K respondió y dijo que se tomó la decisión de diseño con el fin de dejar de "dividir la base de fans", donde los jugadores se dividen los grupos de presión, de modo que todos los jugadores aún pueden jugar juntos, independientemente de si han comprado el DLC o no. Sin embargo, los jugadores todavía expresaron más quejas, alegando que las probabilidades de diloez personas en un partido que tiene todo el DLC, y aun así tener un 10 en 16 probabilidades de usar un viejo mapa, significa que, en general, es poco probable poder jugar nuevos mapas en una partida no privada (que se requiere para 2 de cada 3 de los nuevos logros/trofeos). Algunos jugadores sugirieron agregar una "lista de reproducción" para ofrecer solo los nuevos mapas, por lo que los jugadores con el DLC podrían jugar juntos, en lugar de tener que crear partidas privados. Sin embargo, 2K Games declaró posteriormente que no tenían planes para añadir la funcionalidad lista de reproducción para el modo multijugador. 
Otra queja surgió poco después en cuanto a novedad "Rebirth" del DLC. Los jugadores informaron que una vez que la activación de la función en el rango 50, todas las estadísticas y puntuaciones de ADAM se restablecen también al enviar efectivamente el jugador a la parte inferior del rango a nivel mundial. La Community Manager de 2K, Elizabeth Tobey, respondió con la siguiente declaración: 
"No tengo mucho que decir en la actualidad, pero cada vez que lo hago, voy a actualizarlo aquí. Por ahora, quiero que sepas que el equipo de desarrollo está buscando para soluciones tanto para el DLC mapa reproducción solicitud y la tabla de posiciones restablecer tema. Espero tener más información para usted la próxima semana, pero eso depende de los desarrolladores y cuando nos puede proporcionar una buena información. Por ahora, por favor sepa que el equipo es consciente y que están buscando a lo que pueden hacer para hacerte feliz -. y todas sus solicitudes han sido remitidas a ellos." 
Mátalos Suavemente
"Mátalos Suavemente" es un nuevo modo de juego multijugador de BioShock 2, gratis para descargar para Xbox 360, PlayStation 3 y PC. En este modo de juego, los jugadores solo pueden utilizar palos de golf para atacar a los enemigos cuerpo a cuerpo, una referencia de nuevo al primer juego en el que Andrew Ryan obliga al jugador-personaje de Jack para matarlo con un palo de golf. Este paquete también se incluye en el "Rapture Metro Pack". 
Pack de personajes
El paquete de personaje añade dos personajes que eran exclusivos de la versión pre-orden de BioShock 2, Zigo d'Acosta y Mademoiselle Blanche de Glace. Este paquete también está disponible junto con el "Rapture Metro Pack" en Xbox 360 y PlayStation 3.
Pack Pruebas de Protector
Publicado el 3 de agosto, el pack Pruebas de Protector es un contenido descargable para un jugador en el que se ha de defender a Little Sisters contra hordas de enemigos en una variedad de salas de retos. El contenido incluye seis mapas basados en las poblaciones de la partida principal, junto con tres niveles de dificultad, siete logros/trofeos y nuevos bocetos y vídeos para desbloquear. Este contenido descargable se estrenó de forma gratuita en el PC en el 14 de marzo de 2011. A partir del 15 de marzo, el DLC se puede jugar después de un parche para el juego principal.
Guarida de Minerva
Guarida de Minerva es una campaña para un solo jugador descargable con una parcela totalmente independiente de la campaña principal. El jugador asume el papel de Sujeto Sigma, otro Big Daddy de la Serie Alfa, mientras viaja a través de la Guarida de Minerva, donde se encuentra el Computador Central de Rapture. La campaña añade tres nuevos niveles (con alrededor de cuatro horas de juego) y proporciona una visión más profunda en el funcionamiento interno de Rapture. 
La historia presenta a los personajes de Charles Milton Porter, que dirige el jugador (con Brigid Tenenbaum) y Reed Wahl que actúa como antagonista. Porter y Wahl fueron una vez socios que trabajaron en un ordenador con la avanzada inteligencia artificial apodado "El Pensador", pero Wahl tiende una trampa a Porter por traición y le roba la máquina. Porter, dándose cuenta de que iba a ser quitado y que Rapture se desmorona, dejó instrucciones sobre cómo replicar la máquina en la superficie con el fin de asegurar que su creación podría beneficiar a la humanidad. Sigma, bajo las órdenes de Porter y Brigid Tenenbaum, tratan de obtener el código máquina del Pensador, con la esperanza de que su poder de procesamiento combinado con tecnología de superficie permitirá el desarrollo de una cura para los splicers. 
Desafortunadamente, Wahl se ha encerrado en la Guarida de Minerva y él está convencido de no dejar que El Pensador será quitado ya que cree (debido a la locura producida por ser splicer) que el equipo es clave para una "ecuación predictiva" que le permite predecir el futuro. Sigma se abre paso a través de los splicers de la Guarida de Minerva, lucha contra los robots de seguridad experimentales de la zona, y por último contra el propio Wahl. Una vez Sigma llega a El Pensador, este último reconoce a Sigma como Charles Milton Porter: el "Porter", que pone en contacto Sigma es el Pensador mismo, simulando la personalidad de Porter (una característica creada originalmente por Porter para simular la personalidad de su esposa fallecida) para proporcionar un ambiente familiar como guía de voz. Sigma obtiene los códigos y se dirige a la superficie en un batiscafo con Tenenbaum, por lo que puede ser reconstruido. 
El agregado también cuenta con nuevas armas, un nuevo plásmido, así como un nuevo tipo de Big Daddy. Fue lanzado el 31 de agosto para PlayStation 3 y Xbox 360. El trabajo en la versión para PC de este contenido descargable se reanudó el 28 de octubre de 2010. El DLC fue lanzado en PC el 31 de mayo de 2011. 
Resumen
"Soñé con una computadora que pudiera pensar por sí misma. Y usando la tecnología de Rapture, hice realidad mi sueño, ¡una máquina que puede pensar realmente, razona por sí misma!" ―Charles Milton Porter. 
Guarida de Minerva es un contenido descargable de un jugador para BioShock 2. Fue lanzado el 31 de agosto de 2010 para Xbox 360 (800 Microsoft Points) y la Playstation 3 ($9.99). Este paquete ofrece una experiencia narrativa que introduce al jugador en otro Big Daddy Serie Alfa en una sección previamente inexplorada de Rapture. Este DLC estuvo disponible para las plataformas de Windows a partir del 31 de mayo de 2011."

## Ventas
En su primer mes de lanzamiento, BioShock 2 fue número 1 en ventas para la Xbox 360 y el número 12 para la PlayStation 3. Las ventas de PC no son rastreados por NPD de los 20 mejores resultados, y por lo tanto se desconocen. Para marzo del 2011 Take Two anunció que se habían vendido ya 8 millones de copias de la saga con 4.5 millones para BioShock y el resto para el 2. Un total de 3.5 millones de copias para BioShock 2. [cita requerida]

## Modo multijugador
BioShock 2 incluye un modo multijugador. 2K Games firmó un acuerdo con la compañía Digital Extremes para crear un modo multijugador que le ofreciera al jugador una experiencia nueva al jugarlo.
El jugador podrá usar plásmidos totalmente distintos a los de la primera entrega, aunque también están los clásicos, habrá más armas y el jugador elegirá el Splicer con el que desee jugar. También el mejor de la ronda podrá jugar como un Big Daddy, más letal y resistente que los Splicer.
En BioShock, el personaje Jack fue mandado a la superficie por una guerra que aparecería en Rapture: la guerra del multijugador de BioShock 2 es esa misma guerra.
Información reciente de 2K Games indica que el juego no contará con soporte LAN ni servidores dedicados, esto tanto en la versión para PC como consolas.

## Videos
El primer video de BioShock 2 se pudo ver junto a la versión del primer BioShock que salió en PlayStation 3. El viernes 10 de abril de 2009, GameTrailers y 2K Games publicaron en exclusiva para todo el mundo el primer video in-game oficial del juego, y a partir de ahí se han ido publicando varias versiones del mismo video in-game.

## Eliminación de GFWL
El 3 de octubre de 2013, la versión para PC (Steam) recibió una actualización que elimina el requerimiento de Games For Windows Live para su activación, desbloquea el contenido descargable Guarida de Minerva de manera gratuita y agrega soporte para control de Xbox360. De esta forma, el juego es ahora un título compatible con Steamworks y se garantiza su disponibilidad después de que GFWL sea descontinuado, en junio de 2014. [cita requerida]